# Séméacq-Blachon
Séméacq-Blachon è un comune francese di 182 abitanti situato nel dipartimento dei Pirenei Atlantici nella regione della Nuova Aquitania.

## Società

### Evoluzione demografica
Abitanti censiti